# Хиришешти (Горж)
Хиришешти (рум. Hirișești) насеље је у Румунији у округу Горж у општини Новачи. Oпштина се налази на надморској висини од 481 m.

## Становништво
Према подацима из 2002. године у насељу је живело 559 становника, од којих су сви румунске националности.